# بخش ذلقی
بخش ذلقی یکی از بخش‌های شهرستان الیگودرز در استان لرستان ایران است.این بخش در سال ۱۳۷۵ زمانی که علی محمد بشارتی وزیر کشور بود ایجاد شد.مردم منطقه از نام اصلی آن ذلقی استفاده می‌کنند.این بخش دارای سه دهستان به نام‌های زیر است:
- - دهستان پیشکوه ذلقی
  - دهستان ذلقی شرقی
  - دهستان ذلقی غربی

مرکز بخش ذلقی روستای بزنوید است این بخش به دلیل دارا بودن کوه‌های بلند و دره‌های عمیق جمعیت زیادی را در خود جای نداده است.

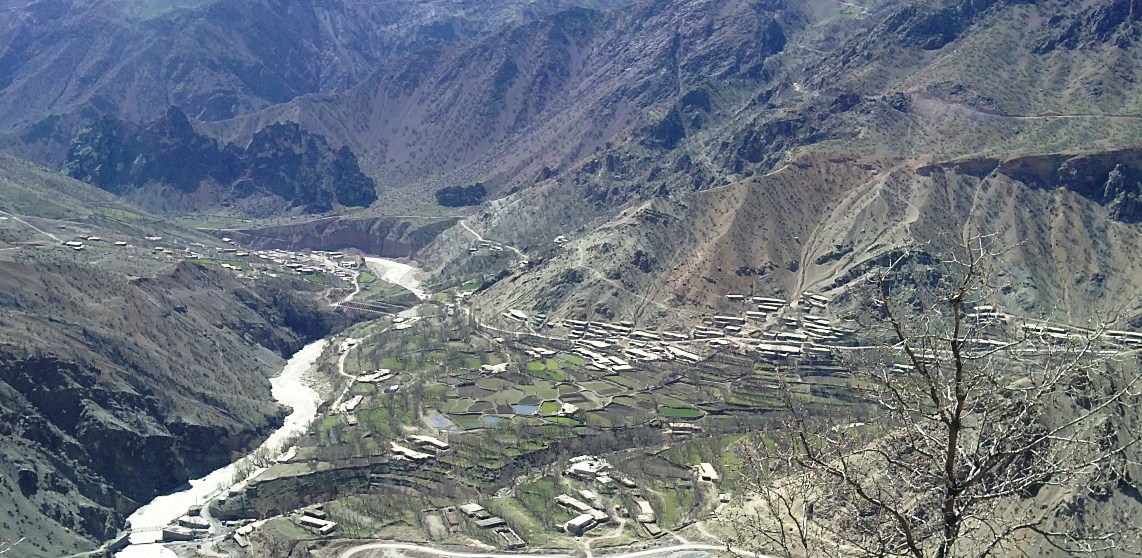
شالیزارهای بزنوید

## جمعیت
بنابر سرشماری مرکز آمار ایران، جمعیت بخش زلقی در سال ۱۳۹۵ برابر با۸۳۴۶نفر بوده‌است که از این میان۴۳۴۹ نفر مرد و بقیه زن بوده‌اند. این بخش ۱۹۸۸خانوار دارد.

## دهستان پیشکوه زلکی(زلقی)
1. آب گرم سفلی
2. آب گرم علیا
3. بیشه خزان
4. چقاوقفی
5. درکول
6. خمه سفلی
7. دره ماهی علیا
8. دهگاه
9. سرکول
10. عباس برفی
11. قلعه پاچه
12. کاکلستان
13. کاکلستان برآفتاب
14. کیزان دره
15. ملک الوس
16. ناصرآباد کر کبود
17. نخودکارارمنی
18. حراباد سفلی
19. حرآباد علیا
20. حسن آباد ارمنی
21. دره دایی
22. باغ لطفیان
23. چال قلعه
24. خاک بیته
25. خرسیون
26. ده برزو
27. سکانه
28. اسلام آباد (شاه آباد)
29. قلیان
30. گشان
31. گله بردر
32. گیلان
33. جوزیر
34. مسگری
35. هندیله
36. ده سید
37. دورک

## دهستان زلقی(زلکی) شرقی
1. ایرمان
2. بیشه
3. پنبه کار
4. تلون گرد
5. تیندر
6. جیرگاه
7. چالگز
8. دراشگفت
9. دستگرد
10. دورک قلندران
11. ده نو
12. سارآباد برآفتاب
13. شاروند
14. گرداب
15. مبارک آباد
16. محسنی
17. مره
18. وارک
19. هستک
20. پندکی
21. چارکی
22. پاخیمه گاه
23. تبره
24. تنگ کوره سفلی
25. تنگ کوره علیا
26. توت روداب
27. توت رهگانی
28. تیتکان
29. دره تاریک
30. دره لیر
31. ده شاهی
32. دیزآباد
33. سرچات
34. سرقلعه سفلی
35. سرقلعه علیا
36. کیش بزنوید(کیش علیا)
37. کیش گله بید
38. گله موه
39. گندآب
40. محمدآباد
41. ملیا
42. موچرلا
43. هفت خوانی
44. چاله پره

## دهستان ذلقی(زلکی) غربی
1. ایلرد
2. پرچل
3. پشت بیشه
4. تنگ تاف
5. چال طلا
6. چیتی
7. دم دم
8. دره چین
9. رادز
10. سوزر
11. فیل بوستان
12. فیلا
13. کل گاه
14. گلی کرت
15. گله کور
16. مودل
17. تله رزه
18. احمد حسن
19. نی پدر
20. پل چی
21. امامزاده محمد بن حسن
22. اب کاسه
23. آب گزگ
24. الوان عباسی
25. پز سفلی
26. پز علیا
27. پز وسطی
28. چالشیر
29. چلان
30. داودک
31. رزگه
32. سراستانه
33. سوی
34. سه پلان
35. سیدحسن
36. عباسی
37. لیروک
38. میانروبه
39. گوشه